# میز جانسون
میز جانسون یک میز شرکای چوبی ماهون است که توسط رئیس‌جمهور ایالات متحده لیندون بی جانسون در دفتر بیضی شکل به عنوان میز دفتر بیضی خود استفاده می‌شد.